# 叶楠
叶楠（1930年11月20日—2003年4月5日），原名陈佐华，笔名峦枬，男，河南信阳人，中国剧作家，中国电影家协会理事，中国作家协会名誉委员，中国电影金鸡奖最佳编剧。孪生兄弟白桦。